# Peter Kingsbery
Peter Kingsbery (Phoenix, 2 dicembre 1952) è un cantautore statunitense naturalizzato francese, fondatore del gruppo musicale Cock Robin.

## Biografia
Peter Kingsbery è stato cofondatore del gruppo musicale Cock Robin nella prima metà degli anni '80. Cresciuto ad Austin (Texas), dove ha studiato musica classica, si è poi spostato a Nashville (Tennessee) dove ha iniziato la carriera come musicista suonando il piano e accompagnando tra gli altri Brenda Lee nei suoi tour. Si è trasferito a Los Angeles alla fine degli anni '70 dove ha iniziato a comporre musiche e testi. Dopo aver collaborato per Smokey Robinson, ha scritto il brano Pilot Error, cantato da Stephanie Mills, che ha riscosso un discreto successo nel 1983. Nel 1982 ha fondato i Cock Robin con Anna LaCazio, Clive Wright e Lou Molino III. Dopo il successo del loro primo album eponimo del 1985, il gruppo è diventato un duo con l'uscita del secondo album del 1987. Scioltasi la formazione nei primi anni '90 al terzo album, Peter Kingsbery ha iniziato una carriera solista dopo il trasferimento in Francia, che conta finora 4 album all'attivo.
I Cock Robin si sono riuniti nel 2006 pubblicando l'album I Don't Want to Save the World e poi il Live album nel 2009. Un nuovo album Songs From A Bell Tower è stato pubblicato nel 2010.

## Carriera solista
Con la nuova etichetta Barclay, il cantante ha inciso da solista il primo album A Different Man nel 1991 in California coprodotto dall'amico Pat Mastelotto. Il disco si caratterizza per un numero maggiore di strumenti classici nell'orchestrazione, come strumenti a fiato (sax, flauto, trombone e euphonium) o l'oud (come nella canzone Hélène). Oltre a Mastelotto, hanno partecipato l'ex Cock Robin Clive Wright, John Pierce, Corky James, Tim Pierce e Phil Solem dei The Rembrandts. Kingsbery ha registrato una cover di How Can I Be Sure, hit dei The Rascals del 1968. All'album ha fatto seguito un tour in Francia.
Kingsbery ha partecipato al concept album musicale Tycoon, la versione inglese di Starmania di Michel Berger & Luc Plamondon, con testi di Tim Rice, cantando Only The Very Best, e Ego Trip.
Nel 1995 è uscito il secondo album Once in a Million.
Nel 1997 è stato pubblicato Pretty Ballerina, il primo album interamente registrato in Francia (Charenton, Carpentras e Paris).
Nel 2002 è stato pubblicato il quarto album, interamente cantato in francese.
Nessuno di questi album ha raggiunto il successo dei precedenti con i Cock Robin.
Nel giugno 2012 Peter Kingsbery è stato il vocalist in danese di Terminal Argh in Middle of a Western, pubblicato digitalmente dall'etichetta Mabel The Label sotto la produzione di Umpff.

## Discografia solista
- 1991: A Different Man
- 1995: Once in a Million
- 1997: Pretty Ballerina
- 2002: Mon Inconnue
- 2014: Much Taller Than on the Internet (mini-album e film con Umpff)